# Tisočinka (kot)
Tisočinka (tudi hiljadit ali črtica) je zorni kot, pod katerim vidimo 1 m dolg lok na razdalji 1000 m. 
Polni kot tako meri 2 * pi * 1000 = 6283,15 tisočink.
Za lažjo uporabo je ta vrednost zaokrožena na 6400 tisočink (Slovenija), v nekaterih državah pa na 6000 tisočink (Rusija).
Po drugi definiciji pa je tisočinka kot pod katerim vidimo 1 m dolgo črto (tetiva) na razdalji 1000 m. Če uporabljamo zaokroženo vrednost, je razlika s prvo definicijo zanemarljiva.
Ta enota za merjenje kota se uporablja predvem na busolah (kompasih).